# Wautoma (Wisconsin)
Wautoma es una ciudad ubicada en el condado de Waushara en el estado estadounidense de Wisconsin. En el Censo de 2010 tenía una población de 2.218 habitantes y una densidad poblacional de 314,15 personas por km².

## Geografía
Wautoma se encuentra ubicada en las coordenadas 44°4′3″N 89°17′28″O / 44.06750, -89.29111. Según la Oficina del Censo de los Estados Unidos, Wautoma tiene una superficie total de 7.06 km², de la cual 6.95 km² corresponden a tierra firme y (1.58%) 0.11 km² es agua.

## Demografía
Según el censo de 2010, había 2.218 personas residiendo en Wautoma. La densidad de población era de 314,15 hab./km². De los 2.218 habitantes, Wautoma estaba compuesto por el 88.28% blancos, el 1.44% eran afroamericanos, el 0.68% eran amerindios, el 0.36% eran asiáticos, el 0% eran isleños del Pacífico, el 6.31% eran de otras razas y el 2.93% pertenecían a dos o más razas. Del total de la población el 15.83% eran hispanos o latinos de cualquier raza.